# Хартман, Эмиль
Эмиль Хартман (дат. Emil Hartmann; 1 февраля 1836, Копенгаген — 18 июля 1898, Копенгаген) — датский композитор и органист, сын Й. П. Э. Хартмана.

## Биография
Первоначальное музыкальное образование получил у своего отца и у мужа своей старшей сестры Нильса Гаде. Первое сочинение Хартмана датировано 1857 г., в следующем году он получил первый крупный заказ (совместно с Августом Виндингом) — работу над музыкой для нового балета Августа Бурнонвиля. Закончив эту работу, Хартман-младший уехал в Германию для совершенствования композиторского мастерства, задержавшись особенно в Лейпциге. По возвращении в 1861 г. занял место органиста в церкви Святого Иоанна в Копенгагене, с 1871 г. органист королевской часовни во дворце Кристиансборг. В 1890—1892 гг. возглавлял Датское музыкальное общество.
Автор фортепианного, скрипичного и виолончельного концертов (записанных в 2005 г. Хельсингборгским симфоническим оркестром под управлением Ханну Линту), 4 симфоний, камерной, вокальной и хоровой музыки.